# Callogorgia joubini
Callogorgia joubini is een zachte koraalsoort uit de familie Primnoidae. De koraalsoort komt uit het geslacht Callogorgia. Callogorgia joubini werd in 1906 voor het eerst wetenschappelijk beschreven door Versluys. 